# Vladimir Lenin
Vladimir Iljitj Lenin, egentligen Vladimir Iljitj Uljanov (fil), född 22 april (10 april enligt gamla stilen) 1870 i Simbirsk i Kejsardömet Ryssland, död 21 januari 1924 i Gorki (utanför Moskva) i Sovjetunionen (i nuvarande Ryssland), var en rysk (sovjetisk) politiker , revolutionsledare och marxistisk teoretiker. Han var ledare för bolsjevikpartiet och kom efter oktoberrevolutionen att bli ordförande i Folkkommissariernas råd i Ryska SFSR 1917–1924, som tillsammans med tre andra sovjetrepubliker bildade en socialistisk union av enpartistater 1922; Sovjetunionen. Lenin lade grunden för den sovjetiska enpartidiktaturen.
"Lenin" var ett revolutionärt täcknamn, som han antog i december 1901. Det kan uttydas "mannen från floden Lena" i Sibirien, dit han var förvisad under viss tid. En annan uppgift är att det skulle vara en kortform av Jelena, en kvinna Lenin korresponderade med.

## Biografi

### Uppväxt

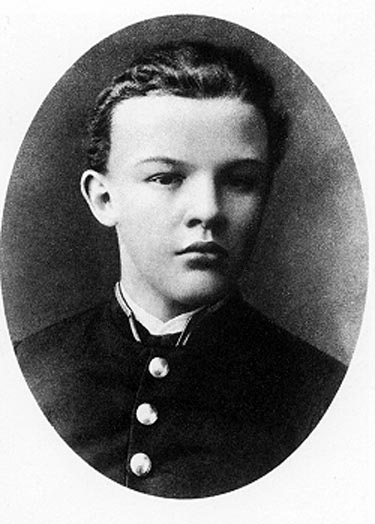
Vladimir Iljitj Uljanov, omkr. 1885.

Vladimir Iljitj Uljanov (Lenin) föddes i ett välbärgat borgerligt hem i Simbirsk (nuvarande Uljanovsk), som son till folkskoleinspektören Ilja Nikolaevitj Uljanov, som förvärvat ärftlig adelstitel genom att nå statsråds rang, och Maria Aleksandrovna Blank. Lenins farfar var ryss och hans farmor kalmuck. Hans mormor var tysk och morfadern var jude och hette Israel Blank. Dennes mor var av svensk börd.. Lenin själv döptes i den rysk-ortodoxa kyrkan men blev ateist vid ca 16 års ålder.
När Vladimir var barn följde han med sin far ut på landsbygden, där han såg den rådande missväxten och fattigdomen ute i Ryssland. Han avvisade dock sin moders förslag att ägna sig åt jordbruk.

### Studier och tidigt politiskt liv
Lenin utmärkte sig i skolans högre årskurser och särskilt under sina studier i latin och grekiska. Den intelligentsia som han tillhörde var, i all sin mångfald av tänkare, genomsyrad av tron på revolutionen. En av dess tidigare representanter var Nikolaj Tjernysjevskij vars polemiska roman Vad bör göras? blev en central skrift för radikaler i Ryssland och andra länder. Tjernysjevskij tillbringade 25 år av sitt liv i straffkolonier; han blev en förebild för många ryska radikaler, däribland Lenin, som senare (men innan han själv upplevt revolutionen 1917) skrev att dennes verk förändrat hans liv och att det var hos honom man fick lära sig "hur en revolutionär bör verka, vilka regler han bör följa och vilka medel han bör använda". Lenin uppkallade en av sina egna böcker efter Tjernysjevskijs roman.
En annan av Lenins förebilder var hans äldre bror Aleksandr Uljanov som var medlem i den underjordiska socialistiska organisationen  Narodnaja volja. Narodnaja volja stod bakom mordet på tsar Alexander II år 1881. När Narodnaja volja 1887 genomförde ett misslyckat attentat mot den dåvarande tsaren Alexander III arresterades brodern tillsammans med ett par kamrater.
Aleksander uppmanades under förhör att namnge de attentatsmän som inte hade gripits, i utbyte mot att friges. Om han vägrade skulle han avrättas. Alexander vägrade förråda de övriga i gruppen och blev avrättad. Detta hade en stor påverkan på Vladimir, som senare samma år blev arresterad och relegerad från Kazanuniversitetet, efter att ha deltagit i studentdemonstrationer. Han fortsatte dock med studierna på egen hand. Det var nu som den unge Lenin påbörjade sina studier i marxism. Lenin läste även juridik på distans och fick 1891 ett avgångsdiplom i detta ämne. Under några veckor arbetade han som advokat, en sysselsättning han avskydde, och han kom därefter aldrig att ha något avlönat förvärvsarbete i vanlig mening. År 1893 fick han åter tillstånd att bosätta sig i Sankt Petersburg.
Istället för att satsa på en juridisk karriär blev Lenin alltmer involverad i politisk verksamhet inspirerad av Karl Marx och Friedrich Engels teorier, vilka i sig sågs som samhällsfientliga av den tsaristiska regimen. Han grundade tillsammans med några andra unga marxister Kampförbundet för arbetarklassens befrielse 1895; bland de medverkande märktes den senare mensjeviken Julyj Martov, en blivande partikamrat inom det ryska socialdemokratiska partiet och senare en rival. I april 1895 reste Lenin till Schweiz, Paris och Berlin, där han träffade landsflyktiga ryska marxister, bland andra Georgij Plechanov i Schweiz. Den 7 december 1895, åter i Ryssland, blev han gripen och hölls fången i en isoleringscell av myndigheterna under ett år. I februari 1897 förvisades han till byn Sjusjenskoje i södra Sibirien.

### Åren i exil
Under sin tid i sibirisk exil gifte han sig 1898 med den socialistiska aktivisten Nadezjda Krupskaja. I april 1899 publicerade han boken Kapitalismens utveckling i Ryssland. Under tiden i exil fortsatte han också sina studier och tillbringade dagarna främst med att läsa eller vandra i naturen kring floden Jenisej. När han släpptes från fångenskapen år 1900 reste han först till St. Petersburg där han var bannlyst. Han blev dock ertappad av ochranan. När han frigavs kort därefter reste han till Ufa, dit hans fru Krupskaja förvisats, och därefter till Centraleuropa där han fortsatte sitt politiska arbete. Han gav bland annat ut tidningen Iskra, tidskriften Zarja och andra revolutionära skrifter som sedan smugglades in i Ryssland.
Lenin var medlem i Rysslands socialdemokratiska arbetareparti och var en stor beundrare av den marxistiske teoretikern Karl Kautsky och Tysklands socialdemokratiska parti, vilket han ansåg skulle leda den socialistiska revolutionen i Europa. I samband med den andra partikongressen i London 1903 splittrades partiet i två fraktioner; bolsjevikerna som leddes av Lenin och mensjevikerna som leddes av Julij Martov. 1906 valdes Lenin till partiordförande för den bolsjevikiska fraktionen. 1907 flyttade han till Finland av säkerhetsskäl.[källa behövs]
Den socialdemokratiska andra internationalen hade beslutat att inga av dess medlemspartier skulle tillåta att ett krig mellan de europeiska staterna skulle bryta ut. När första världskriget bröt ut i augusti 1914 förväntade sig Lenin att den europeiska socialdemokratin skulle motarbeta kriget med strejkvapnet. Därför blev det en stor chock för Lenin när han läste i Vorwärts att större delen av de socialdemokratiska ledamöterna i tyska riksdagen hade röstat för krigskrediter.
Han fortsatte att resa genom Europa och deltog i många socialistiska möten och aktiviteter, däribland Zimmerwaldkonferensen 1915. 1914 flyttade Lenin och Krupskaja till Bern och 1916 tog de sig över till Zürich där de i mars 1917 helt oväntat fick beskedet att revolutionen brutit ut i Petrograd.

### Februarirevolutionen
Efter att den ryske tsaren Nikolaj II störtats genom februarirevolutionen 1917, önskade Lenin genast återvända till Ryssland för att ta del i ryska revolutionen; bolsjevikernas aktiva roll i februarirevolutionen hade varit försumbar. Lenin fick tillstånd (av Berlin, inte av Petrograd) att resa genom det krigförande Tyskland i ett plomberat tåg, och fortsatte sedan genom det neutrala Sverige. Plomberingen bestod i att två tyska soldater följde med i en egen kupé och vakade över att resenärerna inte kunde kontakta någon på vägen genom landet. Lenin hade själv krävt att han vid ankomsten till hemlandet skulle kunna visa upp detta eftersom han annars skulle kunna uppfattas som tysk agent. 
Trots detta råder det inget tvivel om att resan företogs med tyska Utrikesdepartementets och rikskanslerns uttryckliga stöd, och enligt många forskare (till exempel George Katkov och Michael Pearson) och författaren Alexander Solzjenitsyn fick Lenin betydande ekonomiskt stöd av tyskarna under hela år 1917, även efter att hans parti gripit makten. Exakt på vilka vägar detta stöd förmedlades och vilka belopp det handlade om är oklart, även om det är troligt att Jakob Fürstenberg var en nyckelperson i överföringen. En hemlig tysk UD-rapport till kejsar Wilhelm II vintern 1918 talar om "en ständig ström av penningmedel" till revolutionära grupper i Ryssland, och inget annat parti tycks ha mottagit något betydande tyskt stöd. Pearson anser dessutom att mycket tyder på att Lenin hade underrättelsekanaler till Berlin och därmed kunde få förvarning om tyska offensiver på östfronten.

### Lenin i Sverige

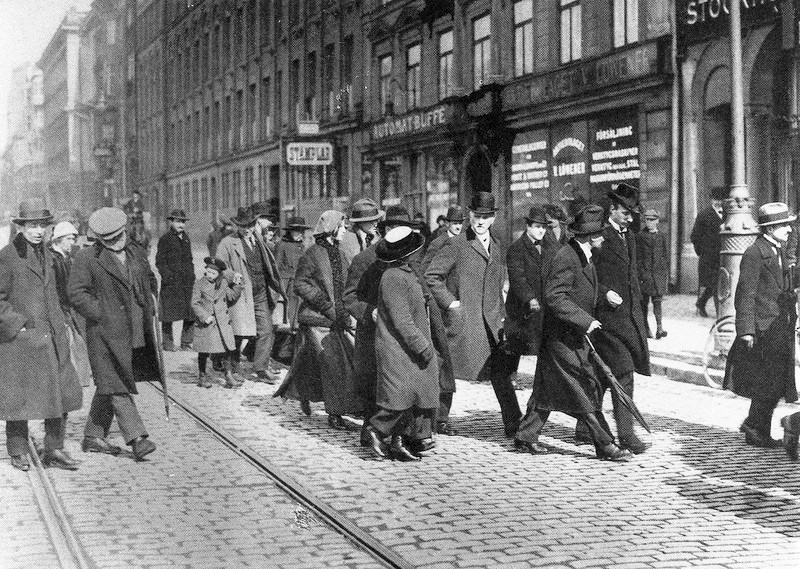
Lenin och hans följe i Stockholm.

Lenin och hans följe lämnade Tyska kejsardömet med tågfärjelinjen Trelleborg-Sassnitz på torsdag den 12 april 1917 under eftermiddagen. Med på tåget var 32 personer, inkluderande Lenins hustru Nadezjda Krupskaja. De ankom till Trelleborg (inte direkt till Stockholm som ibland hävdas) den 12 april 1917 framåt kvällen. De togs emot av bl.a. Trelleborgs borgmästare, vänstersocialisten och den blivande tidningsmannen Otto Grimlund. Tåget fortsatte mot Malmö. Ett smörgåsbord intogs på Hotell Savoy, varefter sällskapet fortsatte med nattåg till Stockholm. 
Klockan 09.23 den 13 april anlände Lenin till huvudstaden och togs emot av borgmästare Carl Lindhagen, redaktör Ture Nerman och riksdagsman Fredrik Ström. Sällskapet spatserade raskt över Vasagatan till hotell Regina. Här intogs frukost. Det rapporterades även att Lenin köpt en kostym och skor på varuhuset PUB i Stockholm. Lenin och hans följe avreste 18.37 samma dag till Torneå i Finland, som då var ryskt.
Lenins tågresa genom Sverige genomfördes i en tid av djup konflikt mellan olika grupper inom den socialistiska rörelsen, och det socialdemokratiska partiet var på väg att splittras i två. Oenigheten gällde även Lenins besök. Vänsterfraktionen välkomnade Lenin men den socialdemokratiske riksdagsmannen Erik Palmstierna har i sina memoarer berättat att han ringde till sin  kollega och partiledare Hjalmar Branting och föreslog att Lenin skulle skjutas eller fängslas. Förslaget avfärdades av Branting.

### Lenins ingripande i ryska revolutionen
Lenin fortsatte tågresan genom Finland. Han anlände den 16 april 1917 till Finländska bangården, en av Petrograds järnvägsstationer och höll då ett politiskt tal för dem som kommit för att möta honom. Hans ankomst radikaliserade bolsjevikernas politik gentemot den provisoriska regeringen; Lenin inskärpte att inte ens ett delmål kunde anses uppnått för att monarkin nu upphört och att arbetare och bönder inte, enligt hans mening, hade någon anledning att förlita sig på en borgerlig republik. Detta stred inte bara mot vad många socialdemokrater ansåg utan också mot det Lenin skrivit i sin västeuropeiska exil. Den 17 april publicerade Lenin i Pravda sina "Aprilteser" där han bland annat förespråkade upprättandet av en sovjetrepublik. Efter ett misslyckat revolutionsförsök i juli lyckades Lenin fly till Finland. Vid denna tid räknade inte många med att bolsjevikerna och deras ledare skulle kunna utöva något större politiskt inflytande, men under våren började partiet nå ut bland soldaterna och Pravda och andra publikationer fick allt större upplaga.
Den provisoriska regeringen oroade sig akut i första hand för kuppförsök från högeroppositionen, som ville återinsätta tsaren. Lavr Kornilov genomförde i september ett försök till statskupp som Aleksandr Kerenskij antogs stå bakom. Efterhand blev det allt tydligare att regeringen inte hade kontroll över landet och deserteringar bland trupperna blev allt vanligare. I det här läget fick Lenins paroll om fred till varje pris ett allt större gehör. Lenin stod vid denna tid också inför hotet att bli kallad till förhör och kanske häktad i och med att den provisoriska regeringen hade kommit över spår av hans subsidier från tyska utrikesdepartementet. Detta var i en för Lenin synnerligen känslig punkt eftersom man fortfarande var i krig med Tyskland.
Under tiden i Finland skrev Lenin Staten och revolutionen. Han återvände i oktober och höll sig dold, eftersom han fortfarande var efterlyst. Han lyckades under stora svårigheter vid ett möte den 23 oktober, två veckor innan den kritiska dagen, övertyga sitt parti om att satsa på en väpnad revolt (se oktoberrevolutionen) mot den sittande provisoriska regeringen. I Staten och revolutionen hade Lenin redogjort för hur den nya staten ska se ut, baserad på ett slags arbetarråd (sovjeter) och omdefinierade klarare än tidigare termen "proletariatets diktatur". Den hade funnits redan hos Karl Marx men får här innebörden att elitpartiet som förtrupp ska kontrollera alla samhällets centrala funktioner för att driva igenom revolutionen och slå ner motstånd. 

### Sovjetunionens ledare

#### Församlingar och krigsslut
Den 7–8 november 1917 skapade bolsjevikdelegaterna sovjetstaten under ledning av "Folkkommissariernas råd" med Lenin som ordförande. Bland de första regeringsbesluten var införande av företagsråd på fabrikerna, vilket gav arbetarna inflytande, samt ett godkännande av att bönderna övertagit godsens egendomar. I praktiken hade många bönder redan tidigare tagit över adelsgodsens jord, och nu kom en bekräftelse på detta.
Den 19 januari 1918 avslog duman Lenins förslag var att makten skulle ges till sovjeterna. Majoriteten i församlingen menade att man först borde skapa en demokratisk författning. Detta ogillades dock av sovjetregeringen som upplöste församlingen. Därefter arresterades de oliktänkande deputerade, varav ett antal kom att mördas.
Under hotet av en tysk invasion ville Lenin omedelbart teckna fredsavtal i avvaktan på den revolution i västländerna som han trodde var snart förestående, medan andra bolsjevikledare menade att man skulle fortsätta kriget för att på så sätt nå revolution också i Tyskland. Trotskij, som ledde förhandlingarna, intog en slags mellanposition och menade att ett fredsfördrag endast kunde undertecknas under förutsättningen att inga landområden förlorades. Sedan Trotskij avbrutit förhandlingarna med Tyskland den 10 februari 1918 återupptog tyskarna fientligheterna. Lenin gav nu upp och accepterade de tyska kraven Ryssland skrev den 3 mars 1918 under freden i Brest-Litovsk, som innebar att Ryssland erkände Tysklands krav på självständighet för Finland, Polen och Ukraina. Vidare blev Ryssland tvunget att avstå kontrollen i Baltikum.

#### Utrensningar och attentat

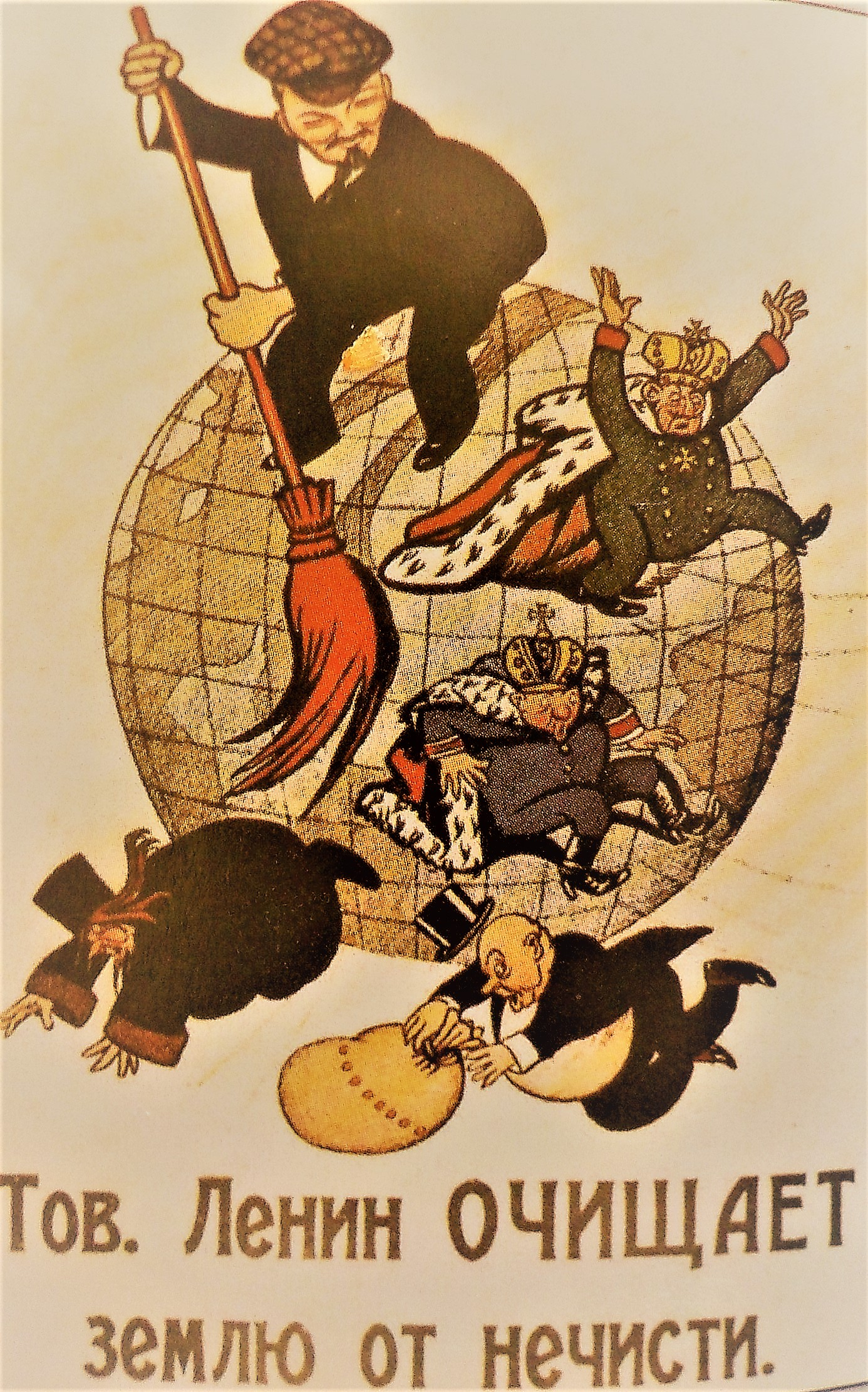
Propagandaaffisch med texten “Kamrat Lenin städar bort det onda ur världen”.

Omedelbart efter statskuppen lät Lenin upprätta en hemlig polis, tjekan, under ledning av Felix Dzerzjinskij som började rensa ut motståndare och döma dem till döden, kasta dem i fängelse eller förvisa dem till Sibirien. För detta krävdes inte att man gjort sig skyldig till något som stämplades som brott. Det räckte med att man var klassfiende. I januari 1918 undertecknade Lenin en ukas som innebar att den skadliga "ohyran" på landsbygden skulle utrotas. Alexander Solzjenitsyn har räknat upp vilka som innefattades i denna beteckning: tidigare medlemmar av byråden, husägare, läroverkslärare, präster, munkar och nunnor, pacifistiska tolstojaner osv.
Den 30 augusti 1918 blev Lenin, efter att ha talat vid ett möte, attackerad av den ryska socialisten Fanny Kaplan. När Lenin var på väg till sin bil blev han beskjuten med tre skott, av vilka ett träffade axeln och ett gick genom lungan. Lenin fördes till sin privata bostad i Kreml och vägrade att låta sig föras till sjukhus, eftersom han var rädd att fler lönnmördare väntade där. Läkare sammankallades, men man beslutade att det var alltför riskfyllt att försöka ta bort kulorna. Lenin tillfrisknade snart, men hälsan blev därefter allt sämre, och det anses troligt att händelsen bidrog till hans senare slaganfall.
Efter attentatet mot Lenin kom terrorn i Sovjet att bli mer systematisk. Mellan åren 1919 till 1920 ökade antalet inspärrade i arbetsläger och koncentrationsläger från 16 000 till 70 000 personer. År 1918 skapas de första koncentrationslägren för att där hålla dem som regimen ansåg som sina fiender. På initiativ av Lenin, Trotskij och Dzerzjinskij togs första stegen att återupprätta de så kallade "katorgas" som använts under Tsarryssland mot politiska fångar och brottslingar, där man dömdes till straffarbete. I Sovjetryssland benämnde man systemet Gulag.
Medan det i tsarens hemliga polis, ochrana, fanns 15 000 tjänstemän ingick i slutet av 1920 250 000 man i tjekans led. Under tsarväldets sista år utfärdades i medeltal 17 dödsdomar årligen; 1918–1919 rörde det sig om 1 000 människor per månad.
Redan i december 1917 hade den nya regeringen utpekat kosackerna som "klassfiender". I januari 1919 i en resolution hos bolsjevikernas centralkommitté talades det om att detta folkslag borde ”utrotas och likvideras till sista man”.
Kommunisterna lät rasera kosackernas samhällen, massavrättningar genomfördes och de överlevande sändes iväg. Mellan början av första världskriget fram till slutet av Ryska inbördeskriget så ut av en befolkning på max tre miljoner kom 300 000 till 500 000 människor att dö, antingen i strid mot Centralmakterna eller i strid för de vita mot de röda under inbördeskriget eller som hämndaktioner av de röda.
I mars 1919 träffades Lenin och bolsjevikerna med revolutionära socialistledare från andra länder för att bilda den Kommunistiska internationalen (Komintern). Medlemmarna i Komintern skilde sig från den bredare internationella socialiströrelsen, och blev därefter kända som kommunister. I Ryssland bytte bolsjevikpartiet namn till Allryska kommunistpartiet, vilket senare blev Sovjetunionens kommunistiska parti.

#### Lenin under inbördeskriget
Samtidigt härjade det ryska inbördeskriget. Det kan ses som ett antal olika inbördeskrig, framkallat av det kaos som rådde, nationella strävanden i icke-ryska områden och de rödas hårdföra politik. Många politiska grupperingar och dess anhängare tog till vapen för att försvara eller störta det sovjetiska styret. Även om många mindre fraktioner deltog i inbördeskriget, var de två huvudfienderna Röda armén (kommunister) och Vita armén (sammanslutning av frivilliga och gamla kejserliga armén). Utländska stormakter som Frankrike, Storbritannien, USA och Japan ingrep också i kriget till stöd för Vita armén. 1920 besegrade den Röda armén slutligen den Vita armén och dess allierade. Att Vita armén utnyttjade hjälp från utlandet minskade stödet för dem.

#### Krig mot Polen
Under slutet av 1919 blev Lenin alltmer övertygad om att tiden var mogen att sprida revolutionen västerut, med våld om nödvändigt, främst inspirerad av framgångarna i inbördeskriget.[källa behövs] Den 14 april uttalade sig Lenin i en tidningsintervju att eftersom världsrevolutionen uteblivit vill nu kommunisterna bygga socialismen i ett land, det vill säga sovjetstaten. Det nyss självständiga Polen stod under starkt inflytande under den polske statsmannen Józef Piłsudski. Han ville bilda en federation mellan Polen, Lettland, västra Ukraina och andra central- och östeuropeiska stater ur ruinerna av de gamla imperierna efter första världskriget. Målet var att skapa en enhet som skulle kunna försvara sig mot angrepp från både Ryssland och Tyskland. När Polen började säkra sina östra territorier som annekterats av Ryssland under slutet av 1700-talet, samtidigt som den tyska revolutionen kom av sig, såg Lenin detta som sitt tillfälle att "utforska Europa med den Röda arméns bajonetter".[källa behövs]
Det polsk-sovjetiska kriget startade 1919. Med Röda armén hårt pressad i inbördeskriget nådde polackerna Kiev och Minsk 1920. Sovjetarmén gick dock till motanfall och närmade sig snabbt Warszawa. Lenin såg Polen som den bro som Röda armén behövde korsa för att länka den ryska revolutionen till kommunisterna i den tyska revolutionen och för att bistå andra kommuniströrelser i Västeuropa.[källa behövs] De planerna omintetgjordes dock när Röda armén led ett förkrossande nederlag i slaget om Warszawa. Fredsfördraget med Polen slöts i Riga den 18 mars 1921.

#### Efter krigen
Efter de långa och svåra krigsåren låg nu stora delar av Ryssland i ruiner. Hungersnöden var stor under åren 1921–22 då 4–5 miljoner människor svalt ihjäl i sovjetstaten. På partikongressen i mars 1921 efter Kronstadt-matrosernas andra uppror rådde delade meningar om orsaken till de ekonomiska problemen. Den krigskommunistiska politiken hade inte fungerat, och motståndet främst bland bönderna, men även bland arbetare på grund av livsmedelsbristen hade lett till våldsamma uppror. De flesta ville bygga ut det penningslösa samhället, men Lenin drev en annan linje och lyckades få majoriteten med sig. Krigsekonomin ersattes nu av en viss ekonomisk liberalisering – NEP.
Lenin omvärderade nu sin syn på krigskommunismen med orden "Staten och partiet måste lära sig handla"

### De sista åren av sjukdom

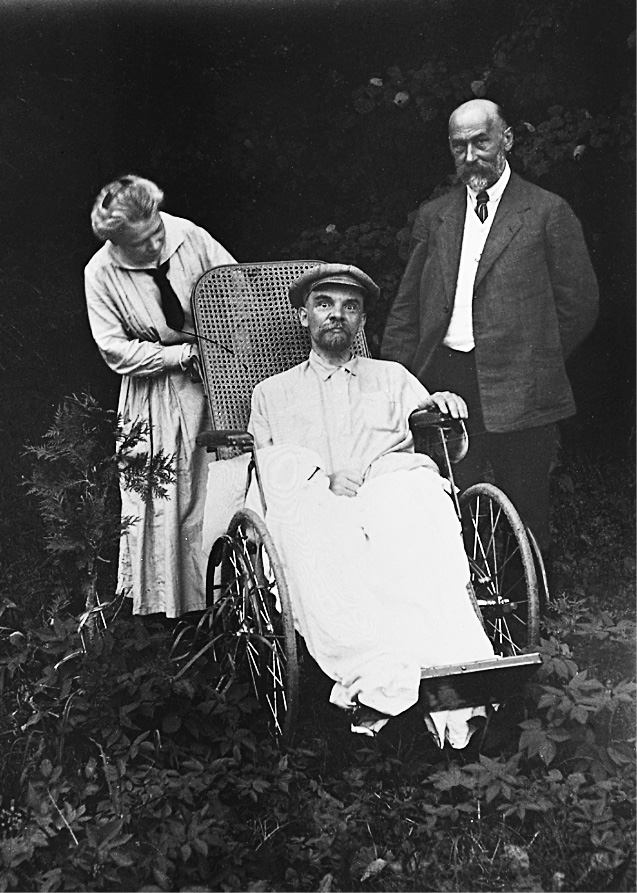
En av de sista bilderna på Lenin.

Lenin var trött och utarbetad och klagade allt oftare på sömnlöshet och huvudvärk. Han bad flera gånger om ledigt. En natt i maj 1922 insjuknade Lenin med illamående och kräkningar. Man misstänkte först att en fiskrätt han ätit dagen innan hade varit dålig. Då hans läkare anlände märkte han att Lenin sluddrade något. Han hade också fått en lätt förlamning i den högra kroppshalvan. Läkarna konstaterade ett lindrigt slaganfall. Lenin for till Gorki söder om Moskva, där han tillbringade fyra månader vid sin datja. Han hade ordinerats att helt avstå från arbete och politik, vilket tvingade honom till en helt ny livsföring. Gradvis, om än ofrivilligt, gled han ifrån arbetet.

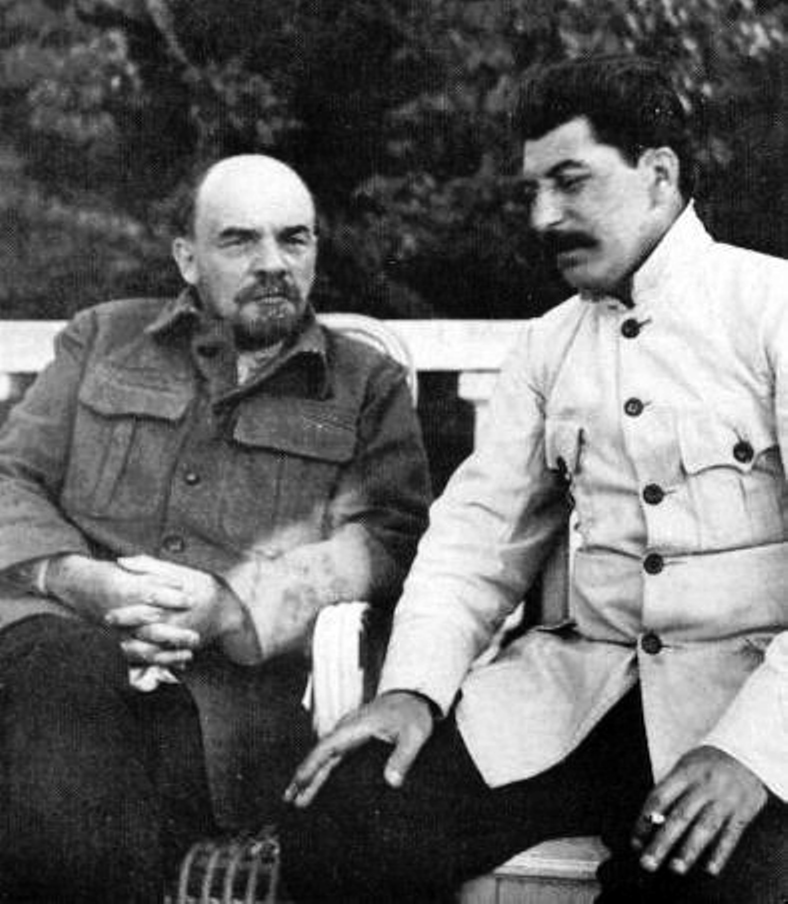
Förfalskad propagandabild för Josef Stalin föreställande honom som besöker Lenin vid Lenins datja i Gorki 1922.

Den 23 december 1922 kallade Lenin till sig en av sina maskinskriverskor, och började diktera sitt politiska testamente.
På grund av Lenins hälsotillstånd hade Josef Stalin lämnat sina befattningar inom sovjetregeringen för att överta posten som partiets generalsekreterare. "Efter att ha blivit generalsekreterare har kamrat Stalin i sin hand koncentrerat en gränslös makt" skrev Lenin till kongressen "och jag är inte säker på att han alltid kommer att tillräckligt varsamt kunna utnyttja denna makt". Lenin hade under sina sista år ett antal allvarliga konflikter med Stalin. Stalin hade fått reda på Lenins ställningstagande om Stalin och lät sitt raseri gå ut över Krupskaja genom telefon. Lenin hade fått kännedom om Stalins utskällning och krävde en ursäkt, annars skulle han bryta förbindelserna med Stalin. Den 4 januari skrev Lenin ett brev till kongressen där han föreslog att Stalin om möjligt skulle avsättas.
Lenin blev allt sjukare, hans kapacitet begränsades och han kunde bara läsa med hjälp av ett stöd. Den 6 mars 1923 dikterade Lenin sitt sista brev. Den 9 mars drabbades han av ett tredje slaganfall som gjorde att han tappade talförmågan.
Men när Lenin senare flyttade till Gorki, tillfrisknade han snabbt. I juli började han kunna ta sig fram med stapplande steg, i augusti började han återfå talförmågan och i september kunde han gå nedför en trappa. Trots offentliga försäkringar om att Lenin kunde botas, var hans situation ohjälplig. Det var en långt gången skleros som stängde blodtillförseln till hjärnan. Den 21 januari 1924 klockan 18, steg Lenins temperatur hastigt. Han drabbades av en svår attack av sjukdomen, fick häftiga muskelspasmer i hela kroppen och förlorade medvetandet. Han dog klockan 18.50.
Den 23 januari fördes Lenins kropp med specialtåg till Moskva. Den öppna kistan ställdes i Sovjeternas hus. I fyra dagar köade hundratusentals människor för att defilera förbi den öppna kistan. Trots att Lenin själv uttalat motstånd till att upprätta några som helst monument eller statyer över honom bevarades alltså Lenins kropp samtidigt som det upprestes monument till hans minne i många sovjetiska städer. Hans kropp är bevarad på Leninmausoleet på Röda torget i Moskva.

## Eftermäle
Det finns olika sätt att se på Lenins gärning beroende på vilket perspektiv man intar. Nationalencyklopedin (1995) talar om skiftande synsätt som – ledstjärnan för en framtid utan förtryck och materiell nöd till hans insatser som själva grunden för alla totalitarismens fasor. Oavsett vilken syn man har på Lenin är de flesta överens om att Lenins liv och gärning var av avgörande betydelse för världshistorien.
Staden Petrograd (numera Sankt Petersburg) omdöptes efter Lenins död till Leningrad.
Asteroiden 852 Wladilena är uppkallad efter honom.
Leninpriset har varit aktuellt från 1925 i Sovjetunionen (1939–56 kallat Stalinpriset). Från 1949 utdelades ett globalt fredspris vid namn Leninfredspriset.

### Samlingar
- (1956) Valda verk i två band
- (1965) Om religionen
- (1971) Om kvinnans frigörelse
- (1977) Om nationernas självbestämmanderätt
- (1977) Om ungdomen
- (1978) Om kaderskolning
- (1983) Om partiet och fackföreningarna